# Jessica Gunning
Jessica Faye Gunning (Holmfirth, 1 de janeiro de 1986) é uma atriz televisiva e teatral inglesa. É conhecida por participar das séries Fúria Sanguinária, What Remains, Back e Baby Reindeer, esta ultima lhe rendeu o Emmy Awards de melhor atriz coadjuvante em minissérie ou telefilme e o Globo de Ouro de melhor atriz coadjuvante em televisão, e um Critics' Choice de melhor atriz coadjuvante em televisão.

## Nascimento e educação
Jessica Faye Gunning nasceu em 1º de janeiro de 1986 em Holmfirth, West Yorkshire.
Ela foi educada na Holmfirth High School, perto de Huddersfield, antes de frequentar a Rose Bruford College, graduando-se em 2007.

## Carreira
Gunning começou sua carreira nos palcos do National Theatre em produções como Muito Barulho por Nada e Major Barbara.
Na televisão, ela participou do episódio "Partners in Crime" de Doctor Who. Ela também apareceu em Mutual Friends antes de assumir um papel recorrente como Angela em Law & Order: UK em 2009. Ela também esteve em Life of Riley, além de interpretar Branita no piloto da série Lizzie and Sarah, escrito por Julia Davis e Jessica Hynes.
Em 2012, ela interpretou a personagem Orla na série de televisão da BBC White Heat, seguido por um papel principal como Melissa Young na série de drama da BBC What Remains. Em 2013, Gunning também fez o papel de Summer em um episódio de Great Night Out para a ITV e no ano seguinte estrelou como Siân James no filme indicado ao Globo de Ouro e ao BAFTA: Pride, atuando em 2014 no telefilme That Day We Sang, escrito e dirigido por Victoria Wood.
Em outros trabalhos na televisão, Gunning também participou de The Scandalous Lady W na BBC Two e interpretou Shirley Allerdyce na série Fortitude da Sky Atlantic. Ela também interpretou a personagem WPC Kath Morgan em Prime Suspect 1973, DC Sophie Carson em In the Dark e Umm Walid no drama The State, do Channel 4.
Em 2019, Gunning se apresentou no palco ao lado de Cate Blanchett no National Theatre em When We Have Sufficiently Tortured Each Other, escrito por Martin Crimp e dirigido por Katie Mitchell.
Gunning interpretou Jan na comédia Back do Channel 4 e em 2021 apareceu como Diane Pemberley em The Outlaws, do canal BBC One, criado por Stephen Merchant.
Em 2024, Gunning interpretou Martha Scott no suspense dramático da Netflix Baby Reindeer, sendo aclamada pela crítica por sua atuação.

## Vida pessoal
Gunning é lésbica, tendo se assumido para sua família e amigos em novembro de 2022. Ela confirmou sua sexualidade em uma entrevista em junho de 2024, descrevendo-se como uma "grande e velha gay". Discutindo sua experiência de se assumir, Gunning disse que foi uma "coisa mega, mega para [ela] [...] acrescentando que embora ela estivesse" cercada por gays "e que" todos os [seus] amigos são gays" então ela “não estava reprimindo nada”, só que [ela] não achava que [ela] pudesse ser [gay].

## Filmografia

### Televisão
| Ano           | Título                           | Papel             | Notas                                                     |
| ------------- | -------------------------------- | ----------------- | --------------------------------------------------------- |
| 2007          | It's Adam and Shelley            | Scarlet           | 1 episódio                                                |
| 2008          | Doctor Who                       | Stacey Campbell   | Episódio: "Partners in Crime"                             |
| 2008          | Mutual Friends                   | Maryka            | 1 episódio                                                |
| 2009–2010     | Life of Riley                    | Annie, a babá     | 3 episódios                                               |
| 2009–2014     | Law & Order: UK                  | Angela            | 29 episódios                                              |
| 2010          | Lizzie and Sarah                 | Branita           | Telefilme                                                 |
| 2010          | Doctors                          | Ann Turnbull      | Episódio: "Daddy's Home"                                  |
| 2011          | Holby City                       | Gwen Bishop       | Episódio: "Blue Valentine"                                |
| 2012          | White Heat                       | Orla              | 6 episódios                                               |
| 2012          | Little Crackers                  | Matron            | Episódio: "Caroline Quentin's Little Cracker: Nutcracker" |
| 2013          | Great Night Out                  | Summer            | 1 episódio                                                |
| 2013          | Common Ground: Adventure Venture | Emma              | Episódio: "Fergus & Crispin"                              |
| 2013          | Quick Cuts                       | Annie             | 3 episódios                                               |
| 2013          | What Remains                     | Melissa Young     | 4 episódios                                               |
| 2014          | That Day We Sang                 | Pauline           | Telefilme                                                 |
| 2015          | The Scandalous Lady W            | Mary Sotheby      | Telefilme                                                 |
| 2015          | Inside No. 9                     | Shona             | Episódio: "La Couchette"                                  |
| 2015          | Top Coppers                      | Romero            | Episódio: "The Twist of the French Nicker"                |
| 2015, 2018    | Fortitude                        | Shirley Allerdyce | 10 episódios                                              |
| 2016          | Jericho                          | Mabel             | 5 episódios                                               |
| 2017          | Urban Myths                      | Border Officer    | Episódio: "Bob Dylan: Knocking on Dave's Door"            |
| 2017          | Prime Suspect 1973               | WPC Kath Morgan   | 6 episódios                                               |
| 2017          | In the Dark                      | DC Sophia Carson  | 4 episódios                                               |
| 2017          | The State                        | Umm Walid         | 4 episódios                                               |
| 2017          | What About Barb?                 | Barb              | Telefilme                                                 |
| 2017–2021     | Back                             | Jan               | 12 episódios                                              |
| 2018          | Trollied                         | Donna Calabrese   | 7 episódios                                               |
| 2018          | Strike: Career of Evil           | Holly Brockbank   | 2 episódios                                               |
| 2018          | Tourist Trap                     | Maxine            | 1 episódio                                                |
| 2019          | MotherFatherSon                  | Pam               | 3 episódios                                               |
| 2020          | Isolation Stories                | Stranger          | Episódio: "Mel"                                           |
| 2021–presente | The Outlaws                      | Diane Pemberley   | 17 episódios                                              |
| 2024          | Baby Reindeer                    | Martha Scott      | 7 episódios                                               |

### Cinema
| Ano  | Título                     | Papel       | Notas |
| ---- | -------------------------- | ----------- | ----- |
| 2012 | Ghost in the Machine       | Noreen      | Curta |
| 2014 | Pride                      | Siân James  |       |
| 2016 | Love is Thicker than Water | Emily       |       |
| 2019 | The Mermaid of Mevagissey  | Nessa       | Curta |
| 2020 | Summerland                 | Mrs Bassett |       |